# آصف جاه

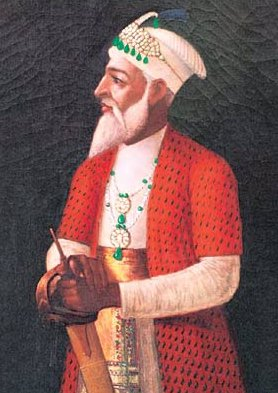
آصف جاه نظام‌الملک بنیان‌گذار سلسله نظام حیدرآباد

قمرالدین خان صدیقی یا میرقمرالدین علی خان ملقب به نواب نظام‌الملک، آصِفْ جاه و چین قلیچ خان معروف به آصف جاه اول و نظام‌الملک (۱۱۶۱–۱۰۸۲ ه‍.ق/۲۰ اوت ۱۶۷۱–۱ ژون ۱۷۴۸ م) از امرای دربار اورنگ‌زیب گورکانی و بنیانگذار سلسله نظام حیدرآباد در دکن هند بود. او در سال ۱۷۲۴ میلادی/۱۱۰۳ شمسی با استفاده از ضعف حکومت مرکزی، منطقه تحت سلطه خود و از جمله حیدرآباد را مستقل اعلام کرد و سلسله نظام حیدرآباد را پایه‌گذاری کرد که تا کمی پس از استقلال هند در سال ۱۹۴۸ میلادی/۱۳۲۷ شمسی پابرجا ماند. او سیاستمدار و جنگجویی دلیر بود و شعر فارسی را خوش می‌سرود.

## تبار
اجداد آصف جاه از بزرگان عرفای سمرقند بودند و خود را از نوادگانِ شهاب‌الدین سهروردی (د ۶۳۲ق/۱۲۳۵م) می‌دانستند. پدر بزرگ مادریش نواب سعداللهخان، وزیر اعظم شاهجهان بود و پدربزرگ پدری او «عابدخان» (د ۱۰۹۷ق/۱۶۸۶م) از سمرقند به بخارا رفت و در آنجا به مقام قضاوت و «شیخالاسلامی» رسید. عابدخان در زمان شاهجهان به دهلی مهاجرت کرد و از ملازمان و مشاوران پسر او اورنگ‌زیب شد. در دوران حکومت اورنگ‌زیب مدتی در اَجْمیر، چندی در مُلتان و زمانی درظفرآبادِ بیدَر در دکن به‌عنوان حاکم منصوب شد. عابدخان سرانجام به سال ۱۰۹۷ق/۱۶۸۵م در جنگی که میان اورنگ‌زیب و فرمانروای بیجاپور روی داد، در محاصره قلعه گُلْکُنْده، در اثر اصابت گلوله توپ کشته شد.
میر شهاب‌الدین پدر آصفجاه نیز در دستگاه اورنگ‌زیب مقامات و مناصب عالی داشت و به سبب کاردانی و لیاقتی که در فتح بیجاپور در ۱۰۹۷.ق/۱۶۸۶.م از خود نشان داده بود، لقب «غازی الدین خان بهادر فیروز جنگ» گرفت و در زمان حکومت بهادرشاه اول، فرزند اورنگ‌زیب، حاکم گجرات بود که در همان‌جا نیز در سال ۱۲۲۲.ق/۱۷۱۰.م درگذشت.

## زندگی
قمرالدین در ۱۰۸۲ق/۱۶۷۱م در آگرا متولد شد. نام او را اورنگ‌زیب برگزید و از خردسالی مورد توجه خاص امپراتور گورکانی بود. او از ۶ سالگی همراه پدر به دربار می‌رفت و منصب گرفت. قمرالدین به صورت خصوصی تعلیم دید و به سرعت مهارت و ورزیدگی خود در جنگ را به نمایش گذاشت و از ده سالگی همراه پدر به میدان جنگ می‌رفت. او از اورنگ‌زیب عالمگیر، منصب چهارهزاری و سپس پنج هزاری را دریافت کرد. در نوزده سالگی لقب «چین فاتح‌خان» را همراه با یک فیل هدیه گرفت و در بیست سالگی پس از آنکه در نبرد محاصره «قلعه وکینهرا» که اسبش سه پای خود را از دست داد زنده ماند از سوی اورنگ‌زیب لقب «چین قلیچخان» به معنی پسر شمشیرزن به او اعطا شد. قمرالدین در ۲۶ سالگی برای اولین بار فرمانده و نایب‌السلطنه بیجاپور و سپس مالوا در دکن شد.
قمرالدین آصف جاه پس از مرگ اورنگ‌زیب، از کشمکش‌ها و منازعات شاهزادگان گورکانی کناره گرفت ولی در دوران سلطنت بهادرشاه اول (۱۱۱۸–۱۱۲۴ق/۱۷۰۶–۱۷۱۲م) حاکم اَوَدْهْ و فوجدار لَکْهْنو بود و لقب «خانِ دوران بهادر» گرفت. اما این دوامی نیاورد و به زودی از کار کنار گذاشته شد و مدتی در «شاهجهانآباد» (دهلی امروزی) انزوا گزید و به کسوت صوفیان درآمد تا پس از درگذشت بهادرشاه و سلطنت چند روزه جهاندار شاه (۱۱۲۴ق/۱۷۱۲م) و دوره فرمانروایی فَرُّخ‌سِیَر (۱۱۲۴–۱۱۳۱ق/۱۷۱۲–۱۷۱۹م) وی به دوباره از عنایت پادشاه برخوردار گشت تا هنگامی که امیرالامرا «سیدحسینعلیخان»، از رقبای او، حکومت دکن را در دست گرفت و وی به پایتخت بازگشت و حکومت مرادآباد را به او دادند.
نابسامانی اوضاع در مرکز حکومت و رقابت‌ها و دسیسه بازی‌های امیران و درباریان، دستگاه سلطنت را ناتوان کرده بود. امیرالامرا سیدحسینعلیخان زمان را مناسب دید و از دکن به دهلی حمله کرد، فرّخ‌سیر را خلع و او را کشت و در سال ۱۱۳۱ق/۱۷۱۹م شاهزاده رفیعالدرجات را به سلطنت رساند. در این هنگام آصف جاه نظامالملک به حکومت مالوا منصوب شد، ولی در همان سال امیرالامرا، رفیعالدرجات را از میان برداشت و محمد شاه (۱۱۳۱–۱۱۶۱ق/۱۷۱۹–۱۷۴۸م) برتخت نشست.
یک سال بعد در ۱۱۳۲ق/۱۷۲۰م آصف جاه نظامالملک به قصد تسخیر دکن از مالوا به آنجا لشکر کشید، قلعه آسیر را گرفت، برهانپور را تصرف کرد و لشکری را که امیرالامرا سیدحسینعلیخان به نبرد با او فرستاده بود درهم شکست و اورنگ‌آباد را از دست حاکم آن، که برادرزادهٔ امیرالامرا بود درآورد. امیرالامرا خود، محمدشاه را برداشته به جانب دکن رهسپار شد ولی در راه به دستور اعتمادالدوله محمدامینخان که از امرای دربار و عموزادهٔ پدر آصف جاه، بود، کشته شد. قطبالملک، برادر امیرالامرا که در دهلی قائم مقام او شده بود از غیبت محمدشاه سود جسته و یکی از شاهزادگان را بر تخت نشاند، و چون خبر بازگشت محمدشاه را شنید لشکری فراهم کرد و به نبرد با او شتافت، ولی شکست خورد و دستگیر شد. محمدشاه که نسبت به نزدیکان و طرفداران امیرالامرا و برادر او بدبین شده بود، محمدامینخان را وزیر اعظم خود کرد و این امر موجب شد که نظامالملک نیز از درِ اطاعت درآید و خاطر محمدشاه را از جانب خود آسوده گرداند. به زودی در ۱۱۳۴ق/۱۷۲۲م محمدامینخان درگذشت و نظامالملک به دهلی خوانده شد و مقام وزارت اعظم به او محول گردید، ولی امیران و درباریان که وجود چنان شخصی را مانع و مخلّ مقاصد خود می‌دیدند، سعی در آن داشتند که شاه را نسبت به او بدگمان کنند.
در این احوال به سال ۱۱۳۵ق/۱۷۲۳م معزالدوله حیدرقلیخان، که ناظم و فرماندار گجرات بود، سر به طغیان برداشت. محمدشاه، نظامالملک را برای دفع او به جانب گجرات فرستاد و حیدرقلیخان خود را به دیوانگی زد. با خاتمه یافتن غائله، نظامالملک به دهلی بازگشت و حکومت گجرات و مالوا به انضمام حکومت دکن ضمیمه وزارت او شد، ولی توطئه‌ها و دشمنی‌های امیران و درباریان با او شدت گرفت و سرانجام شاه در نتیجه این بدگویی‌ها، حکومت دکن را از او گرفت. نظامالملک راه دکن را در پیش گرفت و مبارزخان به مقابله پیش آمد و در نزدیکی اورنگآباد جنگی سخت بین آن دو درگرفت که در آن مبارزخان کشته شد و نظامالملک بار دیگر در ۱۱۳۷ق/۱۷۲۵م بر دکن مسلط شد. محمدشاه گورکانی به ناچار از درِ دوستی درآمد و به دلجویی از نظامالملک پرداخت و با ارسال فرمان‌های عنایتآمیز و اعطای لقب «آصفجاه» کدورت‌ها و آزردگی‌های پیشین را برطرف ساخت. در ۱۱۵۰ق/۱۷۳۷م با اصرار و تأکید تمام او را دیگرباره به دربار فراخواند تا از اکرام شاه برخوردار گردد. آصفجاه امور دکن را به فرزند خود نظامالدوله ناصر جنگ بهادر سپرد و به دهلی نزد شاه رفت.

## مقابله با نادرشاه
آصف جاه که برای رفع طغیان اقوام مَرْهْتهی (مَرلتی) رهسپار جنوب شده بود و در نزدیکی بهوپال از توابع مالوا با لشکریان مرهتهی مشغول نبرد بود مطلع شد که نادرشاه پادشاه ایران به نزدیکی دهلی رسیده‌است. از این رو آصف جاه به ناچار با طاغیان مصالحه کرد و به دهلی بازگشت. او در گیرودار جنگ کَزْنال و مذاکره با نادرشاه و عقد «معاهده کرنال» که به موجب آن محمدشاه همچنان سلطان هندوستان باقی می‌ماند، تدبیر و کیاست تمام از خود نشان داد و چون امیرالامرا صمصامالدوله (خان دوران) در جنگ با نادر کشته شده بود، محمدشاه منصب امیرالامرایی که در حد فرماندهی کل قوا بود را به آصف جاه سپرد و نادر نیز در مدت اقامت دوماهه خود در دهلی نسبت به او عنایت خاص ابراز می‌داشت.
پس از بازگشت نادرشاه، آصف جاه به سوی دکن رفت و در ۱۱۵۴ق/۱۷۴۱م پسرش نظام‌الدوله را که فکر فرمانروایی آن ناحیه را در سر داشت و بر پدر شوریده بود، دستگیر و مجازات کرد و به تحکیم موقعیت خود در سراسر دکن پرداخت. او در سال‌های ۱۱۵۶–۱۱۵۹ق/۱۷۴۳–۱۷۴۶م کَرْناتِکْ و آرْکات و بالْکُنْده را تصرف و به قلمرو خود اضافه کرد.
آصف جاه نظام‌الملک سرانجام به علت بیماری در سن ۷۶ سالگی در ۴ جمادی‌الاولی ۱۱۶۱ق/۲۰ آوریل ۱۷۴۸م در برهانپور درگذشت. از او چهار پسر و یک دختر باقی‌ماند.

## سلسله نظام حیدرآباد
آصف جاه مردی با تدبیر و شجاع و سالیان دراز در دکن حکومت کرد و در آبادی نواحی دکن کوشش بسیار کرد. او سرانجام حکومت مستقل آصف جاهیه یا نظام حیدرآباد را بنیاد گذارد و فرزندان او به عنوان «نظام» تا اواخر سده ۱۳ هجری (۱۲۸۶ق/۱۸۶۹م) در آن ناحیه حکومت داشتند.
این حکومت نه تنها در دوره استعمار انگلیس در هند دوام آورد بلکه حتی پس از استقلال هند نیز تا مدتی ادامه داشت و با تقسیم هند به دو کشور هند و پاکستان، عثمان علی خان حاکم وقت سلسله نظام خود را هم پیمان پاکستان اعلام نمود ولی به علت درگیری‌های قومی و نیز حمله نظامی دولت مرکزی هند ناحیه تحت حکومت وی تصرف و این ناحیه ضمیمه خاک هندوستان گردید و حکومت نظام برچیده شد.

## حمایت از هنرمندان
آصف جاه نظام‌الملک حامی گشاده‌دستی برای هنرمندان بود و با تشویق او بسیاری از شاعران و ادیبان و دانشمندان به آن ناحیه روی آوردند. در زمان حکمرانی او حیدرآباد به یکی از مراکز عمده فرهنگ و تمدن اسلامی در شبه قاره هند تبدیل شد.
بزرگانی چون میرغلامعلی آزاد بلگرامی و علامه میرعبدالجلیل بلگرامی که هر دو از شاعران و دانشمندان پرآوازه آن زمان بودند، همنشین او بودند و قصایدی در مدح او سرودند. میرزاعبدالقادر بیدل که سال‌ها در خدمت محمداعظم پسر اورنگ زیب بود پس از سیاحت فراوان سرانجام، در سال ۱۰۹۶ه‍.ق در دهلی سکنی گزید و نزد آصف جاه اول، منزلت بلند داشت.

## شاعری
آصف جاه خود نیز مردی ادیب و شاعری توانا بود و در آغاز اشعار خود را از نظر عبدالقادر بیدل می‌گذراند. وی در شاعری، نخست «شاکر» و سپس «آصف» تخلص می‌کرد. او بیشتر غزل می‌سرود، اما قصیده و رباعی نیز در دیوان او دیده می‌شود. با اینکه بیدل اشعار او را می‌دیده و اصلاح می‌کرده، از پیچیدگی‌های خاص سبک بیدل در اشعار او اثری نیست و کلام او روشن و روان است. خصوصیات زبان فارسی رایج در هند در سراسر دیوان او آشکار است و گاهی تعبیرات و تشبیهات نو نیز در اشعارش دیده می‌شود. غزلیات او بیشتر عاشقانه‌است، ولی او به مضامین اخلاقی نیز توجه داشته و در مواردی رنگ تشیع و دوستی خاندان محمد در اشعارش به نظر می‌رسد. آصف جاه در نثرنویسی نیز توانا بود. دیوان آصف‌‌جاه بار اول در ۲ جلد و با مقدمه‌ای به قلم آقامیرزا نصرالله‌ خانفدایی در ۱۳۰۱ق/۱۸۸۴م و بار دوم در ۱۳۵۴ق/۱۹۳۵م در حیدرآباد به چاپ رسیده‌است. منظومه‌ای به عنوان خسرو و شیرین نیز منسوب به اوست که در لکهنو به سال ۱۸۷۷م چاپ شده اما در کتاب‌های تاریخ و تذکره‌های معتبر چنین منظومه‌ای را از او ذکر نکرده‌اند.